# Championnats du monde de cyclisme sur piste 1993
Navigation
Valence 1992 Palerme 1994
Les championnats du monde de cyclisme sur piste 1993 ont eu lieu au Vikingskipet de Hamar en Norvège en août 1993. Onze compétitions ont été disputées : huit par les hommes et trois par les femmes.

## Résultats

### Hommes
| Compétition            | Or                                                                    | Argent                                                          | Bronze                                                                    |
| ---------------------- | --------------------------------------------------------------------- | --------------------------------------------------------------- | ------------------------------------------------------------------------- |
| Kilomètre              | Florian Rousseau France                                               | Shane Kelly Australie                                           | Jens Glücklich Allemagne                                                  |
| Keirin                 | Gary Neiwand Australie                                                | Marty Nothstein États-Unis                                      | Toshimasa Yoshioka Japon                                                  |
| Vitesse individuelle   | Gary Neiwand Australie                                                | Michael Hübner Allemagne                                        | Eyk Pokorny Allemagne                                                     |
| Poursuite individuelle | Graeme Obree Royaume-Uni                                              | Philippe Ermenault France                                       | Chris Boardman Royaume-Uni                                                |
| Poursuite par équipes  | Australie Brett Aitken Stuart O'Grady Tim O'Shannessey Billy Shearsby | Allemagne Guido Fulst Jens Lehmann Andreas Bach Torsten Schmidt | Danemark Jimmi Madsen Klaus Kynde Nielsen Jan Bo Petersen Lars Otto Olsen |
| Course aux points      | Etienne De Wilde Belgique                                             | Éric Magnin France                                              | Vasyl Yakovlev Ukraine                                                    |
| Demi-fond              | Jens Veggerby Danemark                                                | Roland Königshofer Autriche                                     | Carsten Podlesch Allemagne                                                |
| Tandem                 | Italie Federico Paris Roberto Chiappa                                 | Australie Stephen Pate Danny Day                                | Tchéquie Ľubomír Hargaš Arnošt Drcmánek                                   |

### Femmes
| Compétition            | Or                       | Argent                      | Bronze                    |
| ---------------------- | ------------------------ | --------------------------- | ------------------------- |
| Vitesse individuelle   | Tanya Dubnicoff Canada   | Ingrid Haringa Pays-Bas     | Nathalie Even France      |
| Poursuite individuelle | Rebecca Twigg États-Unis | Marion Clignet France       | Janie Eickhoff États-Unis |
| Course aux points      | Ingrid Haringa Pays-Bas  | Svetlana Samokhalova Russie | Jessica Grieco États-Unis |

## Tableau des médailles
| Rang | Nation      | Or | Argent | Bronze | Total |
| ---- | ----------- | -- | ------ | ------ | ----- |
| 1    | Australie   | 3  | 2      | 0      | 5     |
| 2    | France      | 1  | 3      | 1      | 5     |
| 3    | États-Unis  | 1  | 1      | 2      | 4     |
| 4    | Pays-Bas    | 1  | 1      | 0      | 2     |
| 5    | Danemark    | 1  | 0      | 1      | 2     |
| 5    | Royaume-Uni | 1  | 0      | 1      | 2     |
| 7    | Belgique    | 1  | 0      | 0      | 1     |
| 7    | Canada      | 1  | 0      | 0      | 1     |
| 7    | Italie      | 1  | 0      | 0      | 1     |
| 10   | Allemagne   | 0  | 2      | 3      | 5     |
| 11   | Autriche    | 0  | 1      | 0      | 1     |
| 11   | Russie      | 0  | 1      | 0      | 1     |
| 13   | Japon       | 0  | 0      | 1      | 1     |
| 13   | Tchéquie    | 0  | 0      | 1      | 1     |
| 13   | Ukraine     | 0  | 0      | 1      | 1     |
|      | TOTAL       | 11 | 11     | 11     | 33    |